# San Jose (Arizona)
Pour les articles homonymes, voir San Jose.
San Jose est une census-designated place du comté de Graham, dans l'État de l'Arizona, aux États-Unis. En 2020, elle compte une population de 467 habitants.